# Чернолика скокливка
Черноликата скокливка (Callicebus nigrifrons) е вид бозайник от семейство Сакови (Pitheciidae). Видът е почти застрашен от изчезване.

## Разпространение
Разпространен е в Бразилия.